# Diego de Covarrubias y Leyva
Diego de Covarrubias y Leyva (Toledo, 25 de juliol de 1512 - Madrid, 27 de setembre de 1577) fou bisbe i polític castellà. Estudià a Salamanca, on fou deixeble d'Azpilcueta. Exercí càrrecs civils a Burgos i Granada, i fou nomenat bisbe de Ciudad Rodrigo (1560-1564) de Segòvia (1564-1577) i Conca (in pectore 1577). Prengué part en la darrera sessió del concili de Trento, on fou encarregat de redactar els decrets De Reformatione. Fou president del Consell de Castella. Publicà diversos comentaris a les Decretals i un tractat de moneda: Veterum collatio numismatum (1566).

## Obres

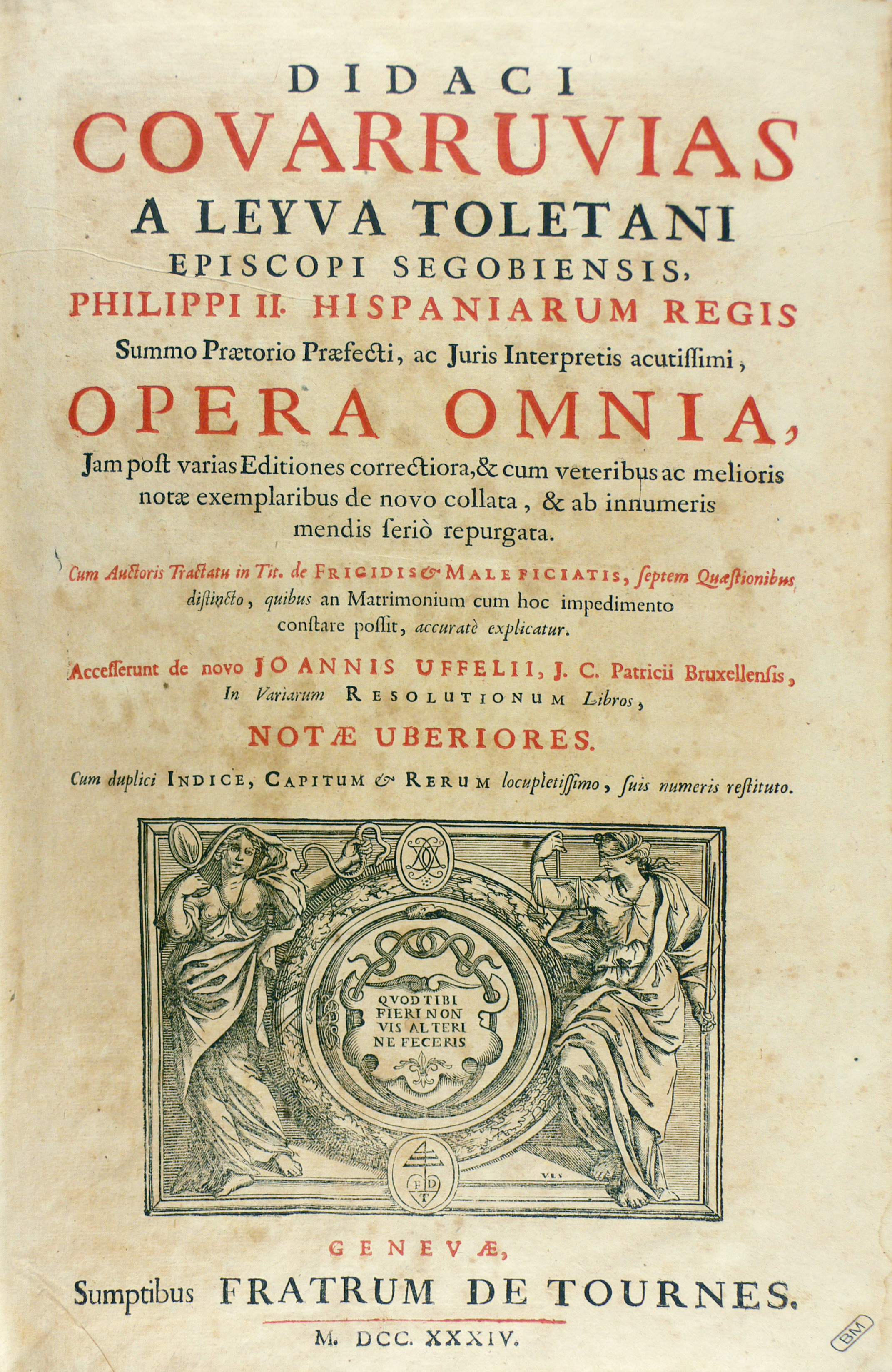
Opera omnia, 1734 (Milano, Fondazione Mansutti).

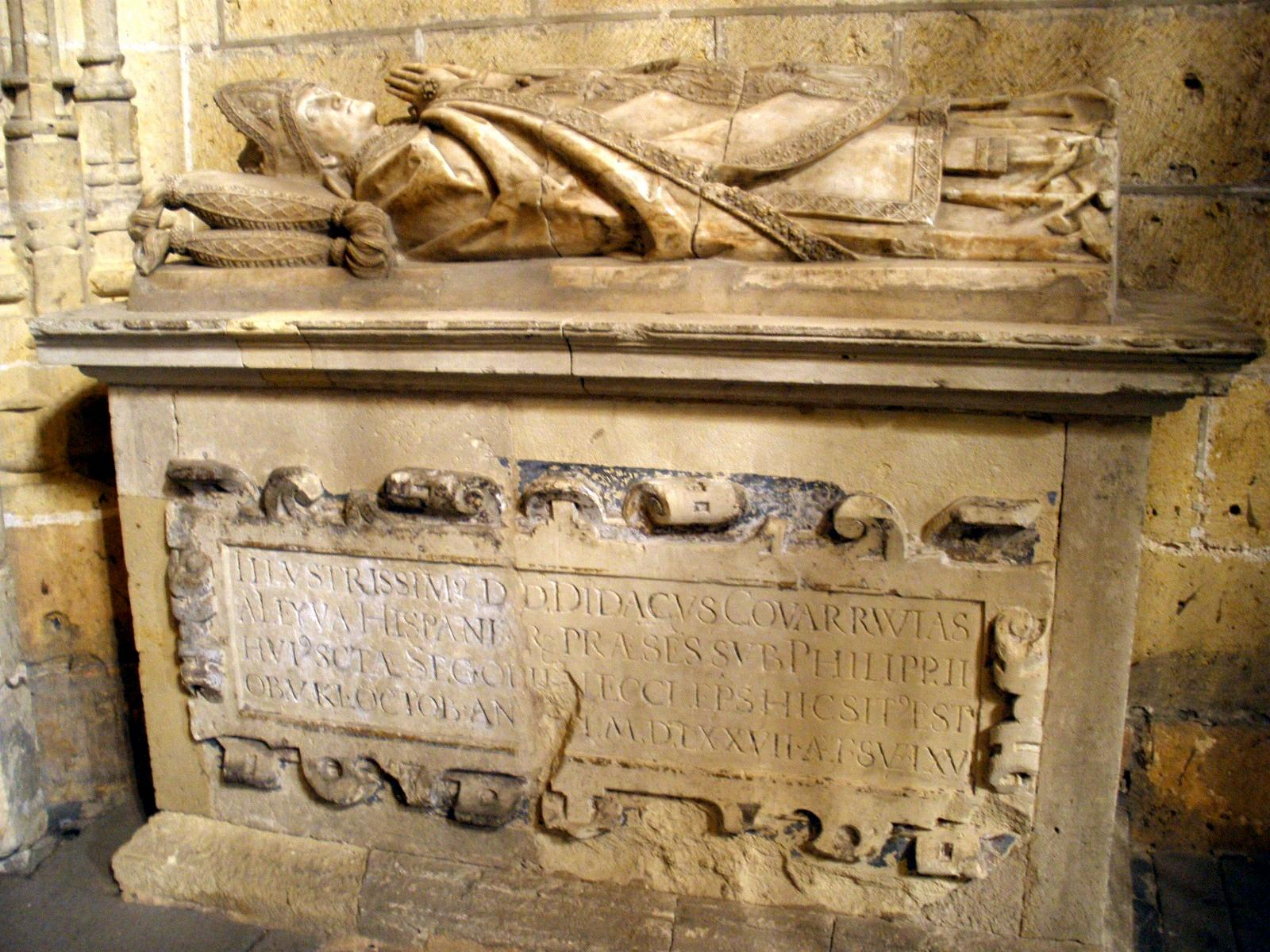
Sepulcre del bisbe a la Catedral de Segovia.

- In tit. De testamentis, Interpretatio (X 3, 26) (1547)
- In lib. IV. Decretalium, De sponsalibus ac matrimoniis, Epitome (X 4, 1) (1545)
- In c. Quamvis pactum, De pactis, lib. VI. Decretalium, Relectio (VI 1, 18, 2) (1553)
- In c. Alma mater, De sententia excommunicationis lib. VI., Relectio (VI 5, 11, 24) (1554)
- In regulae Possessor malae fidei, De regul. iuris. lib. VI., Relectio (VI 5, 13, 2) (1553)
- In regulae Peccatum, De regul. iuris lib. VI., Relectio (VI 5, 13, 4) (1553/54)
- In Clementis quinti constitutionem: Si furiosus, rubrica De homicidio, Relectio (Clem. 5, 4, un.) (1554)
- Variarum Resolutionum ex jure pontificio regio et caesareo libri IV (1552 lib.1-3, 1570 lib. 1-4)
- Practicarum quaestionum liber unus (1556-94) (zit. Pract. quaest.) (1556)
- De frigidis et maleficiatis, Tractatus (1573 in Opera omnia, Frankfurt)
- Veterum numismatum Collatio (de re monetaria) (1556).
- De possessione & praescriptione
- Enucleatum & auctum
- Notas ad concilium tridentinum
- Tractatus de poenis.
- Observaciones al fuero juzgo